# 富錦路駅
座標: 北緯31度19分8秒 東経121度26分35秒 / 北緯31.31889度 東経121.44306度
富錦路駅（ふきんろ-えき）は、中華人民共和国上海市宝山区に位置する上海軌道交通1号線の駅。

## 駅構造
島式・相対式ホーム2面3線の高架駅。開業当初からホームドア設置。
| ■1号線 | 上海火車駅，人民広場，上海南駅，莘荘方面 |
| ■1号線 | 降車專用ホーム                           |

## 歴史
- 2007年12月29日 - 開業。

## 隣の駅
上海軌道交通
■1号線
友誼西路駅 - 富錦路駅